# 復古正統主義
復古正統主義（ふっこせいとうしゅぎ、Paleo-orthodoxy）とは、20世紀から21世紀にかけておこったもので、公会議と教父の信仰の理解に焦点をあてる神学運動である。教父の理解に正統性があるとみなしており、新正統主義と区別してpaleo-orthodoxyと呼んでいる。
復古正統主義はローマ・カトリック教会と正教会のシスマ前、ローマ・カトリックとプロテスタントの分離以前の古教会の神学に、キリスト教神学の精髄を見出している。
その中には合同メソジスト教会のThomas C. Oden、イングランド国教会のアリスター・マクグラスらがいる。